# Кабальеро Бональд, Хосе Мануэль
Хосе́ Мануэ́ль Кабалье́ро Бона́льд (исп. José Manuel Caballero Bonald; 11 ноября 1926, Херес-де-ла-Фронтера, Андалусия — 9 мая 2021, Мадрид) — испанский писатель и поэт. Представитель «поколения пятидесятых годов». Лауреат премии Сервантеса, премии королевы Софии по ибероамериканской поэзии и премии Библиотеки Бреве.
Родом из семьи кубинцев. Изучал философию и филологию в Севильском университете и мореходное дело и астрономию в Кадисе. Работал преподавателем в университете Боготы и сотрудничал с Камило Хосе Селой, а также работал над проектом Института лексикографии Королевской академии испанского языка. В 2012 году был удостоен премии Сервантеса.

## Сочинения

### Поэзия
- Las adivinaciones (1952)
- Memorias de poco tiempo (1954)
- Anteo (1956)
- Las horas muertas (1959)
- Pliegos de cordel (1963)
- Descrédito del héroe (1977)
- Laberinto de Fortuna (1984)
- Diario de Argónida (1997)
- Manual de infractores (2005)
- La noche no tiene paredes (2009)
- Entreguerras (2012)

### Поэтическая антология
- El papel del coro (1961)
- Vivir para contarlo (1969).
- Selección natural (1983)
- Doble vida (1989)
- Poesía amatoria (1999)
- Somos el tiempo que nos queda (2004 и 2007).
- Años y libros (2004)
- Paz con aceite (2005)
- Summa vitae (2007)
- Casa junto al mar (2008)
- Estrategia del débil (2010)
- Ruido de muchas aguas (2011)

### Романы
- Два дня в сентябре / Dos días de septiembre (1962, премия Библиотеки Бреве)
- Ágata ojo de gato (1974)
- Toda la noche oyeron pasar pájaros (1981)
- En la casa del padre (1988)
- Campo de Agramante (1992)

### Memorias
- Tiempo de guerras perdidas (1995)
- La costumbre de vivir (2001)
- La novela de la memoria (2010).

### Эссе и статьи
- El cante andaluz (1953)
- El baile andaluz (1957)
- Cádiz, Jerez y los puertos (1963)
- El vino (1967)
- Narrativa cubana de la revolución (1968)
- Luces y sombras del flamenco (1975)
- Cuixart (1977)
- Brevario del vino (1980)
- Luis de Góngora: poesía (1982)
- Los personajes de Fajardo (1986)
- De la sierra al mar de Cádiz (1988)
- Andalucía (1989)
- Botero: la corrida (1990)
- España: fiestas y ritos (1992)
- Sevilla en tiempos de Cervantes (1992)
- Copias del natural (1999)
- Mar adentro (2002)
- José de Espronceda (2002)
- Miguel de Cervantes. Poesía (2005)
- La ruta de la campiña (2005)
- La luz de Cádiz en la pintura de Cortés (2005)
- Encuentros con la poesía (2006)
- Copias rescatadas del natural (2006)
- Relecturas. Prosas reunidas (1956—2005)
- Un Madrid literario (2009)
- Oficio de lector